# Hang Movile
Hang Movile (tiếng Romania: Peștera Movile) là một hang động gần Mangalia, Quận Constanța, România được Cristian Lascu khám phá vào năm 1986 cách bờ Biển Đen vài km. Nó nổi tiếng với hệ sinh thái nước ngầm độc đáo dồi dào Hydro sulfide và cacbon dioxide nhưng ít oxy. Sự sống trong hang động đã tách biệt với bên ngoài trong 5,5 triệu năm qua và nó hoàn toàn dựa trên quá trình hóa tổng hợp chứ không phải quang hợp.

## Môi trường hóa
Không khí trong hang rất khác với không khí bên ngoài. Mức độ oxy chỉ bằng một phần ba đến một nửa nồng độ trong không khí ngoài trời (7–10% lượng O2 trong khí quyển hang động, so với 21% lượng O2 trong không khí bên ngoài), còn lượng carbon dioxide thì nhiều hơn gấp khoảng một trăm lần (2–3,5% lượng CO2 trong khí quyển hang động, so với 0,04% lượng CO2 trong không khí bên ngoài). Nó cũng chứa 1–2% lượng mêtan (CH4), và cả không khí và nước trong hang động đều chứa nồng độ Hydro sulfide (H2S) và amonia (NH3) cao.

## Sinh học
Hang động có 69 loài được biết đến, trong số đó có đỉa, nhện và bọ cạp nước. Trong số này có 33 loài đặc hữu. thức ăn trong hang dựa trên quá trình hóa tổng hợp dưới dạng vi khuẩn oxy hóa metan và lưu huỳnh, từ đó giải phóng chất dinh dưỡng cho nấm và các vi khuẩn khác. Điều này tạo nên thảm vi sinh vật trên vách hang và bề mặt hồ, ao, trở thành nguồn thức ăn của một số loài động vật. Những loài động vật này sau đó lại trở thành thức ăn của các loài săn mồi. Nepa anophthalma là loài bọ cạp nước duy nhất trên thế giớithích nghi với môi trường sống trong hang động. Tuy các loài động vật đã sống trong hang 5,5 triệu năm nhưng không phải tất cả chúng đều xuất hiện cùng một lúc. Động vật gần đây nhất được ghi nhận là loài ốc sên duy nhất của hang động, đã sinh sống trong hang hơn 2 triệu năm.